# Colworth House
Colworth House est un manoir du XVIIIe siècle situé dans un parc en bordure du village de Sharnbrook dans le Bedfordshire. Il s'agit d'un bâtiment classé Grade II*.

## Histoire
Le site environnant est occupé depuis la préhistoire. La maison actuelle est construite en 1715 par Mark Antonie, un self-made man qui aspire à faire partie de la noblesse terrienne. Il est transmis à John Antonie, qui le lègue à sa mort à un cousin, le député William Lee, qui adopte ensuite le nom de famille supplémentaire d'Antonie. À sa propre mort en 1815, William Lee Antonie le laisse à son neveu, l'astronome et antiquaire John Fiott, qui adopte alors le nom de Lee .
La maison et le vaste terrain sont acquis en 1935 par Henry Mond (2e baron Melchett), puis vendus à Unilever en novembre 1947, qui les restaurent et développent en laboratoire de recherche jusqu'en 1948, le premier personnel emménageant en 1950. Unilever emploie jusqu'à 1 750 personnes à Colworth dans les années 1970 et construit plusieurs bâtiments de laboratoire autour d'un parc central gazonné.
En 2004, Unilever conclut une coentreprise avec la société d'investissement immobilier Arlington Securities pour gérer Colworth Science Park, dans le but de le transformer en un pôle scientifique en attirant des entreprises scientifiques, des avant-postes universitaires et des entrepreneurs scientifiques. Arlington est ensuite acquis par Goodman, un groupe immobilier impliqué dans la propriété, le développement et la gestion à long terme de propriétés commerciales et industrielles. En 2015, la coentreprise est acquise par Palmer Capital et Wrenbridge Land. Colworth Science Park reste l'un des six centres de recherche d'Unilever situés dans le monde avec environ 750 employés d'Unilever. 200 personnes supplémentaires sont employées par plusieurs petites entreprises implantées sur le site .
Le terrain de Colworth House est le lieu d'un programme Channel 4 Time Team, diffusé pour la première fois le 22 février 2009. De nombreuses découvertes par des archéologues amateurs ont conduit à la découverte d'une villa et d'une ferme romaines dans un champ adjacent à la propriété .
Colworth House donne également son nom à la médaille Colworth, créée par le professeur Tony James d'Unilever Research et le professeur Henry Arnstein de la Biochemical Society en 1963. Le prix récompense les recherches exceptionnelles d'un jeune biochimiste de toute nationalité qui a effectué la majorité de son travail au Royaume-Uni.